# Yenikənd (Kürdəmir)
Yenikənd è un comune dell'Azerbaigian situato nel distretto di Kürdəmir.